# Namundra
Namundra is een geslacht van spinnen uit de  familie van de Prodidomidae.

## Soorten
- Namundra brandberg Platnick & Bird, 2007
- Namundra griffinae Platnick & Bird, 2007
- Namundra kleynjansi Platnick & Bird, 2007
- Namundra leechi Platnick & Bird, 2007